# いいよね!米澤先生
『いいよね!米澤先生』（いいよね!よねざわせんせい）は、地獄のミサワによる漫画作品。集英社の漫画雑誌『ジャンプスクエア』にて2014年5月号から2017年6月号まで連載された。高校の漫画部を舞台にした、前作『カッコカワイイ宣言!』とは違いストーリー性のあるギャグ漫画である。

## あらすじ
私立飲み水学園に赴任してきた新任教師の米澤は不良をラグビー部に入れて更生させるのが夢だったが、ラグビー部は廃部になったため漫画部の顧問にさせられる。しかしすぐに漫画の面白さを知り、部員たちを漫画家するために指導しようと心に決め、持ち前の体罰で強引に部員たちの問題を解決していく。

## 主な登場人物
米澤（よねざわ）
本作の主人公。3年A組の担任。体罰が得意。人間離れしたパワーと耐久性を誇り、相手が誰であろうがとりあえず殴る。いわゆる熱血教師であり、生徒を指導したいという欲求は人一倍だが、生徒を指導する動機は「自身が褒められたい」「上手いことを言って気持ちよくなりたい」など極めて自己中心的なものが多い。しかし動機はともかくとして、そのあまりの真っすぐさ故か最終的には生徒の心を掴み、正しい方向へ導いていく。そのため指導した生徒たちからの人望は非常に厚い。
幼少期は比較的端正な顔立ちだったが、小5の夏休み明けに突如として現在の容姿になった。それ以降、後日談となる20年後のエピソードにおいても容姿が全く変化していないが、本人は特に気に留めていない。
趣味は、かっこつけてる割に美味くない店を探すこと。とはいえ決して不味いものを求めているわけではなく、散々かっこつけて期待値が最高潮に達した状態で、極めて凡庸な料理が出てくることに至福を感じる模様。

シンドウ アオイ
本名は山田 練り代（やまだ ねりよ）。漫画部の2年。「シンドウアオイ」のペンネームで漫画賞に入選したと周囲に嘘をついていた。虚言癖があり、嘘がバレてもまったく悪びれずすぐ調子に乗る。米澤からは「ブス嘘（ブスの嘘吐き）」呼ばわりされている。
井上（いのうえ）
漫画部の3年で部長。シンドウの事が好きで、SNSの情報を駆使し自宅を特定している。
小野 悠紀夫（おの ゆきお）
漫画部の1年。道本にイジメられているところを米澤に救われ、漫画部に入部した。両親は離婚しているが、父で売れっ子小説家の聖澤 悠紀比呂（ひじりさわ ゆきひろ）には溺愛されている。笑うと怖い。
道本 正治（どうもと まさじ）
1年。小野に絡んでいたが不良だが、根は天然。のちに漫画部に入部する。学力は極端に低いが、一度やると決めたことに対しては圧倒的な集中力を発揮する努力型の天才。だが本人は努力している自覚は全くない模様。
青井 真道（あおい まさみち）
3年A組の生徒。本物の「シンドウアオイ」。17歳にして少年ジャンプの漫画賞で準入賞するほど漫画のスキルは高い。米澤に頼まれ漫画部に籍だけは置いているが、問題児揃いの他の部員たちと違って優等生タイプであるためか、交流はあまりない。
校長
飲み水学園の校長。権力を利用し「おもしろそう」という理由で教師にゲームを仕掛ける悪役。
真田（さなだ）
帝都高校野球部のエースピッチャー。道本と共に甲子園へ出場することを夢見ていたが叶わなかったため春の甲子園のマウンド上でずっと泣き続けており、「涙の2年生エース」と呼ばれている。もう一度道本と野球をしようと説得を試みるも、全身全霊で漫画に打ち込む道本の姿を見て諦めた。
鈴木（すずき）
『少年ジャンプ』の編集者。態度が悪く米澤を怒らせたが、ヒット漫画を発掘する能力は高い。

### その他の米澤の教え子たち
和流杉学園（わるすぎがくえん）の生徒たち
飲み水学園の校長から成長させがいのある学校として紹介され赴任した。暴力がはびこる不良高校だったが、米澤は容赦なく全員叩きのめし、ラグビー部を立ち上げ更生させた。
海外赴任で出会った子供
貧富の差が激しい国へ赴任した際に出会った子供。富豪の道楽のために子供同士で殺し合いをさせられていた。米澤は殺し合いをやめさせ、富豪の組織を叩き潰して金をまきあげ、その金で青空学級を開いた。
メジャーリーガー
難病を患っていたが、米澤に出会って克服した。
ジャーナリスト
たった一人で腐敗した地元警察と戦うジャーナリスト。米澤より、立ち向かうことを学ぶ。
天才ハッカー
政府の不正を知ってしまった天才ハッカー。米澤が守らなければとっくに消されていたらしい。
化学オタク
次世代の新しいエネルギーを発見した化学オタク。米澤より、自分を貫くことを学ぶ。現在はNASAで働いている。

## 書誌情報
- 地獄のミサワ 『いいよね!米澤先生』 集英社〈ジャンプ・コミックス〉、全5巻
  1. 2014年12月9日発行（12月4日発売[集 1]）、ISBN 978-4-08-880299-2
  2. 2015年7月8日発行（7月3日発売[集 2]）、ISBN 978-4-08-880372-2
  3. 2016年2月9日発行（2月4日発売[集 3]）、ISBN 978-4-08-880476-7
  4. 2016年11月9日発行（11月4日発売[集 4]）、ISBN 978-4-08-880782-9
  5. 2017年6月7日発行（6月2日発売[集 5]）、ISBN 978-4-08-881113-0